# Decibel (software)
Decibel Audio Player es un reproductor de audio escrito en Python que busca ofrecer una interfaz limpia y clara para el escritorio GNOME. El autor plantea que proveer muchas características no implica que se deba crear una interfaz gráfica compleja y poco intuituva. Según su opinión, Decibel Audio Player es un reproductor de audio real, ya que no incluye características extra como grabación de discos o etiquetado ID3 que otros programas diseñados para ello pueden hacer mejor.

## Módulos
La mayoría de las características están implementadas como módulos que pueden ser activados o desactivados. En la versión 1.00 los módulos disponibles son:
- Audio CD - Permite la reproducción de CD-ROM.
- Audioscrobbler -  Envía los datos de reproducción a Last.fm
- Covers - Descarga y muestra la carátula del álbum desde el disco duro o desde Last.fm
- Desktop Notification - Muestra el nombre y el artista cuando suena una nueva canción.
- File Explorer - Permite explorar música siguiendo una estructura por carpetas.
- Instant Messagenger Status - Actualiza el estado en línea dependiendo de la canción actual.
- Library - Permite explorar música según el artista y el álbum.
- Status File - Guarda el estado en un fichero para que un programa externo pueda usarlo.
- Status Icon - Añade un elemento al área de notificación.